# Martinomyia scalaris
Martinomyia scalaris là một loài ruồi trong họ Asilidae. Martinomyia scalaris được Hermann miêu tả năm 1908.